# Седой медведь
«Седой медведь» — советский рисованный мультипликационный фильм 1988 года студии «Союзмультфильм», снятый по одноимённой сказке сибирского писателя Владимира Галкина.

## Сюжет
В сибирской тайге жила старая лекарка — травница. Однажды ей на крыльцо подкинули маленького ребёнка в корзине, и она оставила его у себя. Когда мальчик Ваня подрос, он стал помогать ей искать травы в тайге. Пошёл он как-то за травами и случайно встретил медведицу с медвежонком. Оказалось, что они могут оборачиваться людьми, обойдя вокруг волшебной ели.
Прошли годы. Лекарка умерла, парень вырос и сам стал лекарем. А ещё он защищал лесных зверей от охотников. И снова он встретил медведицу и медвежонка. Оказалось, что девочка выросла и стала красивой девушкой. Полюбилась она Ивану. Но однажды зимой злые охотники убили и медведицу, и её дочь. В отчаянии Иван отдаёт за них золотой самородок, который старая травница когда-то нашла в тайге, после чего хоронит их. Поседев с горя, парень не замечает, как его дом сгорает от обронённой ветром лампады. И тут вспомнил он слова медведицы: «Если вокруг этой ели два раза обойдёшь — чудесной силой обладать будешь, но уже не сможешь к людям вернуться: медведем обернёшься!».
Обошёл Иван вокруг чудесной ели и превратился в медведя с серебристой шкурой. Затем он встречает в лесу жадного главаря охотников, который, узнав в глазах разъярённого зверя знакомый взгляд, не на шутку пугается. Убегая, злодей спускается к реке и пытается выстрелить в седого медведя, но проваливается под лёд; медведь же ударами оземь воскрешает всех убитых охотником животных.
С тех пор так и повелось: как залютует какой охотник, станет зверя без меры бить, тут и приберёт его к себе Седой медведь.

## Создатели
| автор сценария             | Владимир Данилов |
| кинорежиссёр               | Леонид Каюков |
| художник-постановщик       | Татьяна Ильина |
| композитор                 | Леонид Афанасьев |
| кинооператор               | Александр Чеховский |
| звукооператор              | Владимир Кутузов |
| художники-мультипликаторы: | Владимир Шевченко, Юрий Мещеряков, Ольга Орлова, Елена Малашенкова, Фёдор Елдинов, Виталий Бобров, Иосиф Куроян, Алексей Букин, Владимир Зарубин, Галина Золотовская                                                                                              |
| роли озвучивали:           | Клара Румянова — дочь медведицы / Иван в детстве, Александр Соловьёв — Иван, Александр Баранов — шумовое оформление (рычание медведей), Нина Русланова (в титрах — Л. Русланова) — травница / медведица, Всеволод Ларионов — читает текст, Герман Качин — охотник |
| художники:                 | Анна Атаманова, Сергей Маракасов, Татьяна Зворыкина, Елена Кунакова, Ирина Светлица, Виктория Макина, Елена Гололобова |
| монтажёр                   | Галина Смирнова |
| редакторы                  | Пётр Фролов, Елена Михайлова |
| директор съёмочной группы  | Лилиана Монахова |

## Видеоиздания
30 июня 2009 года — на DVD, компания «Крупный план».